# Antonio Lazzari (incisore)
Antonio Lazzari (Mestre, 19 settembre 1798 – Venezia, 10 novembre 1834) è stato un disegnatore e incisore italiano, considerato nonostante la sua giovane età, un maestro nella tecnica dell’acquatinta con la quale realizzò la gran parte delle sue opere artistiche.

## Biografia
Instradato agli studi di architettura e ingegneria a Venezia, dopo la morte prematura del padre dovette provvedere ben presto a se stesso. I suoi maestri d'arte furono Mazzani nell'ornato, Selva nell'architettura civile, Davide Rossi nella tecnica prospettica, Matteini negli elementi di figura e Cipriani nell'arte dell'intaglio.

A 27 anni si dedicò esclusivamente alle incisioni “all'acquatinta”, raggiungendo, praticamente autodidatta, notevolissimi livelli di perfezione lodati già alla sua epoca ma che gli provocarono l'acuirsi della malattia che lo portò alla morte a soli 36 anni.

## Opera
Si distinse nelle vedute della sua città, Venezia,  e di altre località del Veneto. Le sue realizzazioni sono per lo più contenute in pubblicazioni per le quali egli curava la parte grafica, tra queste si ricordano:
- Le fabbriche più cospicue di Venezia misurate, illustrate, ed intagliate dai membri della veneta reale accademia di belle arti – Venezia, Alvisopoli 1815-1820[2]
- Il monumento a Canova eretto in Venezia – Venezia, Alvisopoli 1827[2]
- Vedute prospettiche degli interni de' migliori tempj e delle situazioni più pittoresche della città di Venezia disegnate da Andrea Tosini ed incise all'acqua tinta da Antonio Lazzari – Venezia 1829[2]
- Dizionario storico ossia Storia compendiata degli uomini memorabili per ingegno, dottrina, virtù, errori, delitti, dal principio del mondo fino ai nostri giorni dell'abbate Francesco Saverio de Feller. Prima traduzione italiana sulla settima edizione francese, con notabili correzioni ed aggiunte, tratte dai migliori biografi – Venezia, Girolamo Tasso
[2]
- La R. Basilica di S. Marco : esposta in sei tavole disegnate ed eseguite all'acquatinta da Antonio Lazzari, compendiosamente descritta nelle due lingue italiana e francese da Giuseppe Piazza - Venezia, il deposito dell'opera di S. Felice, 1833[2]

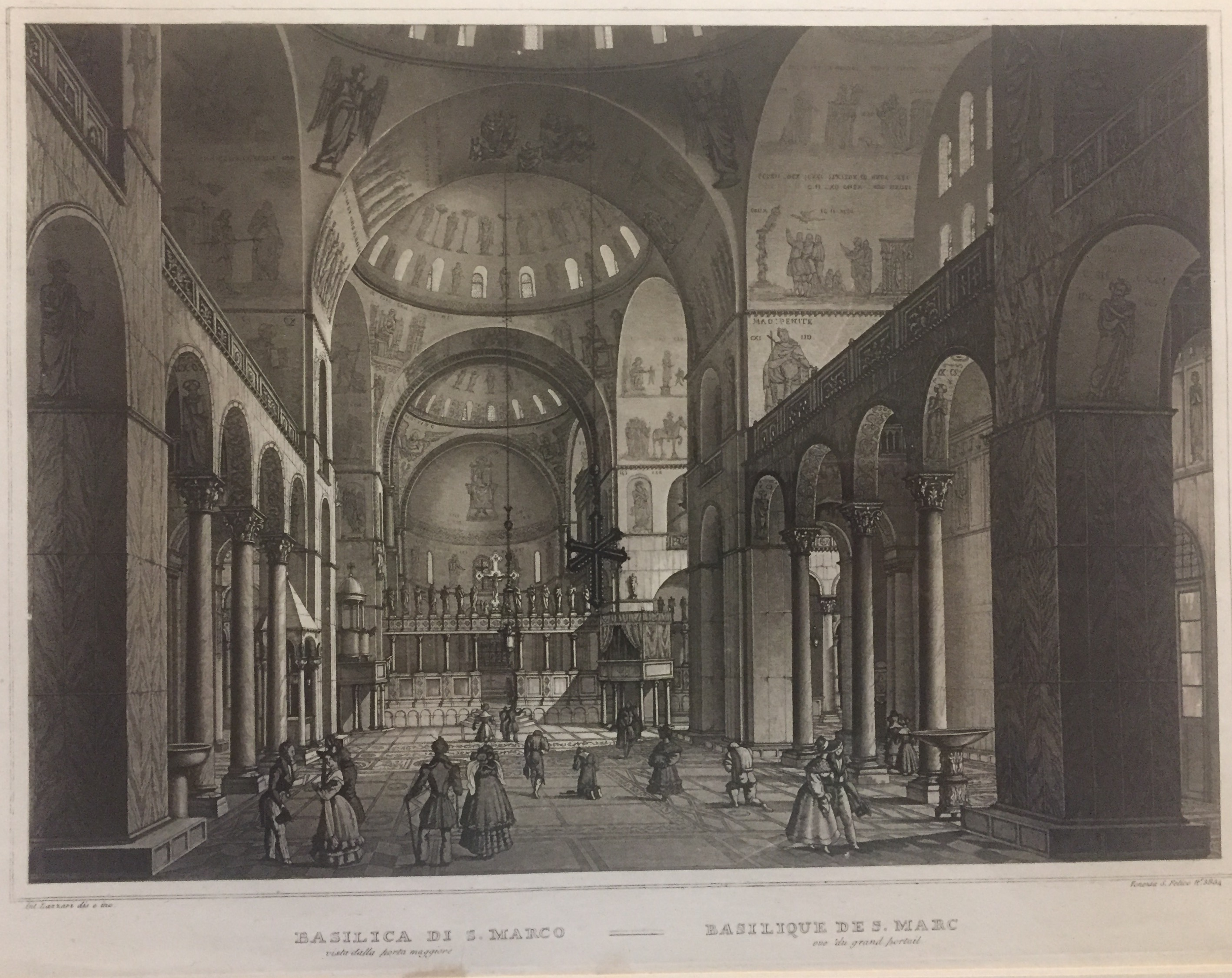
Basilica di San Marco vista dalla porta maggiore. Acquatinta Ant. Lazzari Dis. e Inc. 1833 - Venezia S. Felice n. 3834

- Basilica di San Marco vista dalla porta maggiore. Acquatinta Ant. Lazzari Dis. e Inc. 1833 - Venezia S. Felice n. 3834Itinerario interno e delle isole della città di Venezia : inciso e descritto in 4 parti– Venezia, Alvisopoli 1836[2]

## Fonti
-	OPAC-SBN

-	Giannantonio Moschini : Dell'incisione in Venezia/memoria di Giannantonio Moschini – Venezia,  Zanetti 1924

-	Erica Schiavon : Appunti su Antonio Lazzari incisore in “Venezia Arti 2005/2006 – fasc. 19/20 pagg. 161 e segg.; Viella libreria editrice